# فلیت وینگز پی‌کیو-۱۲
فلیت وینگز پی‌کیو-۱۲ (به انگلیسی: Fleetwings_PQ-12) یک هواگرد ملخ‌پیشین تک‌موتوره از نوع هدف هوایی ساخت شرکت Fleetwings است. در مجموع، تعداد ۹ فروند از این هواگرد ساخته شده‌است.